# Andrei Bani
Andrei Ahmed Bani Mustafa, noto semplicemente come Andrei Bani (Jerash, 22 agosto 2002), è un calciatore giordano naturalizzato rumeno, centrocampista dell'Oțelul Galați.

## Caratteristiche tecniche
È un difensore centrale.

## Carriera

### Club
Nato in Giordania, si trasferisce in giovane età in Romania dove entra a far parte del settore giovanile della Dinamo Bucarest; debutta in prima squadra il 23 febbraio 2020 in occasione dell'incontro di Liga I perso 1-0 contro il Gaz Metan Mediaș.

### Nazionale
Ha giocato nelle nazionali giovanili rumene Under-16, Under-17 ed Under-18.

## Statistiche

### Presenze e reti nei club
Statistiche aggiornate al 10 agosto 2021.
| Stagione        | Squadra         | Campionato      | Campionato | Campionato | Coppe nazionali | Coppe nazionali | Coppe nazionali | Coppe continentali | Coppe continentali | Coppe continentali | Altre coppe | Altre coppe | Altre coppe | Totale | Totale |
| Stagione        | Squadra         | Comp            | Pres       | Reti       | Comp            | Pres            | Reti            | Comp               | Pres               | Reti               | Comp        | Pres        | Reti        | Pres   | Reti   |
| --------------- | --------------- | --------------- | ---------- | ---------- | --------------- | --------------- | --------------- | ------------------ | ------------------ | ------------------ | ----------- | ----------- | ----------- | ------ | ------ |
| 2019-2020       | Dinamo Bucarest | L1              | 6          | 1          | CR              | 1               | 0               |                    | -                  | -                  |             | -           | -           | 7      | 1      |
| 2020-2021       | Dinamo Bucarest | L1              | 14         | 0          | CR              | 3               | 0               |                    | -                  | -                  |             | -           | -           | 17     | 0      |
| 2021-2022       | Dinamo Bucarest | L1              | 5          | 0          | CR              | 0               | 0               |                    | -                  | -                  |             | -           | -           | 5      | 0      |
| Totale carriera | Totale carriera | Totale carriera | 25         | 1          |                 | 4               | 0               |                    | -                  | -                  |             | -           | -           | 29     | 1      |